# Speedski-Weltmeisterschaften 2015
Die Speedski-Weltmeisterschaften 2015 wurden zwischen dem 28. Februar und 2. März 2015 im andorranischen Pas de la Casa im Skigebiet Grandvalira / Grau Roig ausgetragen. Erfolgreichste Nation wurde Italien mit drei Medaillen.

## Teilnehmer
| Europa (12 Länder)                                                   | Europa (12 Länder)                                                              | Europa (12 Länder) |
| -------------------------------------------------------------------- | ------------------------------------------------------------------------------- | ------------------ |
| - Deutschland - Finnland - Frankreich - Italien - Österreich - Polen | - Russland - Schweden - Schweiz - Spanien - Tschechien - Vereinigtes Königreich |                    |
| Amerika (1 Land)                                                     |                                                                                 |                    |
| - Vereinigte Staaten                                                 |                                                                                 |                    |

## Programm
Der Zeitplan der Weltmeisterschaft wurde nachträglich wegen Neuschnees geändert.
| Datum       | Uhrzeit | Programm                   |
| ----------- | ------- | -------------------------- |
| 28. Februar | 13:30   | Trainingslauf              |
| 1. März     | 10:00   | erster Qualifikationslauf  |
| 1. März     | 11:00   | zweiter Qualifikationslauf |
| 2. März     | 10:00   | Halbfinallauf              |
| 2. März     | 12:00   | Finallauf                  |
| 2. März     | 14:00   | Siegerehrung               |

## Medaillenspiegel
| Platz | Nation      | Gold | Silber | Bronze | Gesamt |
| ----- | ----------- | ---- | ------ | ------ | ------ |
| 01    | Italien     | 2    | 1      | —      | 3      |
| 02    | Schweden    | 1    | 2      | 1      | 4      |
| 03    | Österreich  | 1    | 1      | 3      | 5      |
| 04    | Schweiz     | 1    | 1      | —      | 2      |
| 05    | Deutschland | 1    | —      | —      | 1      |
| 06    | Frankreich  | —    | 1      | 2      | 3      |
| Total | Total       | 6    | 6      | 6      | 18     |

## Strecke
Sämtliche Wettbewerbe fanden auf der Piste Riberal statt.
| Streckenname          | Riberal |
| Seehöhe Start         | 2548 m  |
| Seehöhe Ziel          | 2338 m  |
| Höhendifferenz        | 210 m   |
| Streckenlänge gesamt  | 887 m   |
| Streckenlänge Wertung | 437 m   |

## Ergebnisse Herren

### S1
| Platz | Land | Sportler             | Geschwindigkeit (km/h) | Differenz (km/h) |
| ----- | ---- | -------------------- | ---------------------- | ---------------- |
| 01    | ITA  | Ivan Origone         | 181,82                 |                  |
| 02    | ITA  | Simone Origone       | 181,51                 | −0,31            |
| 03    | AUT  | Klaus Schrottshammer | 176,03                 | −0,47            |
| 04    | RUS  | Nikolay Pimkin       | 180,11                 | −1,71            |
| 05    | SWE  | Casper Brostrand     | 179,74                 | −2,08            |
| 06    | FRA  | Bastien Montes       | 179,71                 | −2,11            |
| 07    | SUI  | Philippe May         | 178,24                 | −3,58            |
| 08    | SUI  | Reto Eigenmann       | 177,93                 | −3,89            |
| 09    | ESP  | Ricardo Adarraga     | 177,88                 | −3,94            |
| 10    | SWE  | Christian Jansson    | 177,71                 | −4,11            |
| …     |      |                      |                        |                  |
| 12    | SUI  | Gregory Meichtry     | 177,48                 | −4,34            |
| 18    | SUI  | Ismael Devenes       | 175,99                 | −5,83            |
| 25    | AUT  | Andreas Nussbaumer   | 171,11                 | −10,71           |

Titelverteidiger:  Simone Origone
30 Fahrer in der Wertung

### SDH
| Platz | Land | Sportler            | Geschwindigkeit (km/h) | Differenz (km/h) |
| ----- | ---- | ------------------- | ---------------------- | ---------------- |
| 01    | AUT  | Günther Foidl       | 163,26                 |                  |
| 02    | SWE  | Erik Backlund       | 162,78                 | −0,48            |
| 03    | AUT  | Manuel Kramer       | 162,33                 | −0,93            |
| 04    | SWE  | Lars Beskow         | 160,57                 | −2,69            |
| 05    | RUS  | Mikhail Shumilin    | 159,66                 | −3,60            |
| 06    | SUI  | Michel Goumoëns     | 158,92                 | −4,34            |
| 07    | SWE  | Sebastian Lindblom  | 158,83                 | −4,43            |
| 08    | ESP  | Juan Carlos Sanchez | 158,75                 | −4,51            |
| 09    | AUT  | Markus Münzer       | 158,47                 | −4,79            |
| 10    | AUT  | Gerhard Peer        | 158,42                 | −4,84            |
| …     |      |                     |                        |                  |
| 16    | SUI  | Jean-Cedric Michel  | 153,60                 | −9,66            |
| 17    | GER  | Daniel Schöll       | 153,22                 | −10,04           |
| 18    | SUI  | Maxime Riviera      | 153,19                 | −10,07           |
| 20    | SUI  | Eric Gygax          | 152,22                 | −11,04           |
| 24    | SUI  | Alain Broloz        | 148,84                 | −14,42           |
| 25    | SUI  | Robert Jaques       | 148,09                 | −15,17           |

Titelverteidiger:  Gregory Meichtry
26 Fahrer in der Wertung

### SDH Junior
| Platz | Land | Sportler        | Geschwindigkeit (km/h) | Differenz (km/h) |
| ----- | ---- | --------------- | ---------------------- | ---------------- |
| 01    | GER  | Marc Amann      | 156,36                 |                  |
| 02    | SUI  | Kevin Monay     | 156,23                 | −0,13            |
| 03    | AUT  | Daniel Raab     | 154,98                 | −1,38            |
| 04    | AUT  | Simon Leitner   | 154,74                 | −1,62            |
| 05    | SWE  | Mans Norell     | 153,58                 | −2,78            |
| 06    | FRA  | Robin Portal    | 151,33                 | −5,03            |
| 07    | FRA  | Sebastien Toche | 151,11                 | −5,25            |
| 08    | FRA  | Ugo Portal      | 150,46                 | −5,90            |
| 09    | SUI  | Axel Huotari    | 149,88                 | −6,48            |
| 10    | SUI  | Kilian Tournier | 148,23                 | −8,13            |

Titelverteidiger:  Erik Backlund
10 Fahrer in der Wertung

## Ergebnisse Damen

### S1
| Platz | Land | Sportler               | Geschwindigkeit (km/h) | Differenz (km/h) |
| ----- | ---- | ---------------------- | ---------------------- | ---------------- |
| 01    | ITA  | Valentina Greggio      | 175,08                 |                  |
| 02    | SWE  | Linda Baginski         | 172,42                 | −2,66            |
| 03    | SWE  | Lisa Hovland-Udén      | 171,11                 | −3,97            |
| 04    | FRA  | Karine Dubouchet Revol | 170,40                 | −4,68            |
| 05    | FRA  | Célia Martinez         | 165,52                 | −9,56            |
| 06    | SWE  | Hanna Matslofva        | 164,26                 | −10,82           |

Titelverteidiger:  Liss-Anne Pettersen
Sechs Fahrerinnen in der Wertung

### SDH
| Platz | Land | Sportler         | Geschwindigkeit (km/h) | Differenz (km/h) |
| ----- | ---- | ---------------- | ---------------------- | ---------------- |
| 01    | SUI  | Seraina Murk     | 158,35                 |                  |
| 02    | AUT  | Birgit Kohlmaier | 158,15                 | −0,20            |
| 03    | FRA  | Audrey Passet    | 154,27                 | −4,08            |

Titelverteidiger:  Valentina Greggio
Drei Fahrerinnen in der Wertung

### SDH Junior
| Platz | Land | Sportler          | Geschwindigkeit (km/h) | Differenz (km/h) |
| ----- | ---- | ----------------- | ---------------------- | ---------------- |
| 01    | SWE  | Britta Backlund   | 158,62                 |                  |
| 02    | FRA  | Clea Martinez     | 156,46                 | −2,16            |
| 03    | FRA  | Tiphaine Beaumont | 152,04                 | −6,58            |
| 04    | FRA  | Betty Jechoux     | 150,44                 | −8,18            |
| 05    | SUI  | Alice Michel      | 149,86                 | −8,76            |

Titelverteidiger:  Britta Backlund
Fünf Fahrerinnen in der Wertung